# Sauviat
Sauviat település Franciaországban, Puy-de-Dôme megyében. Lakosainak száma 587 fő (2022. január 1.). Sauviat Augerolles, Courpière, Domaize, Saint-Flour-l'Étang és Tours-sur-Meymont községekkel határos.

## Népesség
A település népessége az elmúlt években az alábbi módon változott:
| Lakosok száma | 524  | 537  | 554  | 542  | 544  | 551  | 563  | 575  | 587  |
|               | 2013 | 2015 | 2016 | 2017 | 2018 | 2019 | 2020 | 2021 | 2022 |